# 동강초등학교 곡강분교
동강초등학교 곡강분교는 전라남도 나주시 동강면 나주서부로 1863 (양지리)에 있었던 학교이다.

## 연혁
- 1945년 4월 1일 동강공립국민학교 월송분교장 설립인가
- 1945년 4월 18일 동강북국민학교 인가
- 1996년 3월 1일 동강북초등학교로 개칭
- 2000년 3월 1일 동강초등학교 곡강분교로 격하
- 2011년 3월 1일 폐교